# Korak od sna
Korak od sna je četrti studijski album zagrebške rock skupine Prljavo kazalište. To je zadnji album skupine, na katerem je glavne vokale odpel Davorin Bogović. Z albuma izstopajo skladbe »Sve je lako kad si mlad«, »Korak od sna« in »Dobar vjetar u leđa«, s katero se je skupina poklonila legendarnemu hollywoodskemu filmskemu igralcu Montgomeryju Cliftu. Album je izšel pri založbi CBS.

## Seznam skladb
Vse skladbe je napisal Jasenko Houra, razen kjer je posebej napisano.
| A stran | A stran                   | A stran |
| Št.     | Naslov                    | Dolžina |
| ------- | ------------------------- | ------- |
| 1.      | „Sve je lako kad si mlad‟ | 3:00    |
| 2.      | „Dobar vjetar u leđa‟     | 3:49    |
| 3.      | „Stajao sam‟              | 3:03    |
| 4.      | „Buntovnik bez razloga‟   | 5:11    |

| B stran | B stran                                     | B stran |
| Št.     | Naslov                                      | Dolžina |
| ------- | ------------------------------------------- | ------- |
| 1.      | „Korak od sna‟                              | 3:12    |
| 2.      | „Loš dan‟                                   | 4:01    |
| 3.      | „Čini mi se‟                                | 5:35    |
| 4.      | „Milioner‟ (Jasenko Houra/Dragutin Britvić) | 3:11    |

## Zasedba

### Prljavo kazalište
- Jasenko Houra – kitara, vokali
- Tihomir Fileš – bobni
- Marijan Brkić – kitara
- Ninoslav Hrastek – bas kitara
- Davorin Bogović – vokal

### Gostje
- Rajko Dujmić – klaviature
- Mladen Bodalec – spremljevalni vokal
- Zdenka Kovačiček – spremljevalni vokal
- Miroslav Sedak – saksofon
- Vatroslav Markušić – violina